# 方精云
方精云（1959年7月—），男，安徽怀宁人，中国生态学家，北京大学教授，曾任云南大学校长。

## 生平
方精云生于安徽怀宁。1982年毕业于安徽农学院林学系，1989年获日本大阪市立大学生物学博士学位。2005年当选为中国科学院院士。2018年1月，当选第十三届全国政协委员。2019年4月至2024年6月，聘任云南大学校长。

## 社会兼职
现任中国生态学学会副理事长及国内外多个学术刊物的副主编或编委。